# Lucas Gomes da Silva
Lucas Gomes da Silva (Bragança, 20 maggio 1990 – La Unión, 28 novembre 2016) è stato un calciatore brasiliano, di ruolo attaccante.

## Carriera
Ha giocato in Série A con Fluminense e Chapecoense.
È deceduto, insieme a gran parte della squadra, altri passeggeri e componenti dell'equipaggio, in seguito ad un incidente aereo avvenuto il 28 novembre in Colombia, mentre si stava recando con la squadra a Medellín per disputare la finale della Coppa Sudamericana.

## Palmarès

### Competizioni statali
- Campionato Paranaense: 1

Londrina: 2014
- Campionato Catarinense: 1

Chapecoense: 2016

### Competizioni internazionali
- Coppa Sudamericana: 1

Chapecoense: 2016 (postumo)